# Championnat de Malte de football 1935-1936
Navigation
Saison précédente Saison suivante
La saison 1935-1936 de First Division Maltaise était la vingt-cinquième édition de la première division maltaise.
Lors de cette saison, le Floriana FC a tenté de conserver son titre de champion face aux deux meilleurs clubs maltais lors d'une série de matchs se déroulant sur toute l'année.
Les trois clubs participants au championnat ont été confrontés à deux reprises aux deux autres.
C'est le Sliema Wanderers FC qui a été sacré champion de Malte pour la huitième fois.

## Les trois clubs participants
| Club                | Stade             | Capacité | Ville    |
| ------------------- | ----------------- | -------- | -------- |
| Floriana FC         | -                 | -        | Floriana |
| Paola Hibernians FC | Hibernians Ground | 8 000    | Paola    |
| Sliema Wanderers FC | Guze Fava Ground  | 4 000    | Sliema   |

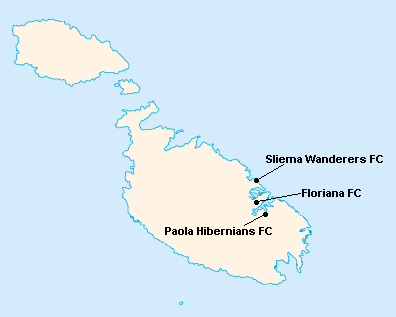
Localisation des clubs engagés dans le championnat.

L'île de Malte étant relativement petite, les clubs évoluent tous au stade National Ta'Qali (17 400 places). Certain cependant ont leur propre enceinte qu'ils peuvent éventuellement utiliser.

## Compétition

### Classement
| Rang | Équipe                  | Pts | J | G | N | P | Bp | Bc | Diff |
| ---- | ----------------------- | --- | - | - | - | - | -- | -- | ---- |
| 1    | Sliema Wanderers FC (C) | 6   | 4 | 3 | 0 | 1 | 10 | 3  | +7   |
| 2    | Floriana FC (T)         | 5   | 4 | 2 | 1 | 1 | 9  | 4  | +5   |
| 3    | Paola Hibernians FC     | 1   | 4 | 0 | 1 | 3 | 2  | 14 | -12  |

| Légende : Qualifications et relégations | Légende : Qualifications et relégations                            |
| --------------------------------------- | ------------------------------------------------------------------ |
|                                         | (T) : Tenant du titre 1934-1935 (C) : Vainqueur du Trophée Rothman |

## Bilan de la saison
| Tableau d'Honneur       |                     |
| Compétition             | Vainqueur           |
| First Division Maltaise | Sliema Wanderers FC |
| Trophée Rothman         | Sliema Wanderers FC |

| Promotions et relégations            |                 |
| Relégués en Second Division Maltaise | Aucun           |
| Promus de Second Division Maltaise   | St. George's FC |